# Подія з Boeing 747 поблизу Гавайських островів
Подія з Boeing 747 поблизу Гавайських островів — авіаційна пригода в результаті теракту, що сталася 11 серпня 1982 року. Boeing 747—100 авіакомпанії Pan American World Airways виконував плановий рейс 830 за маршрутом Токіо — Гонолулу — Лос-Анджелес, але під час підльоту до аеропорту Гонолулу в салоні лайнера вибухнула бомба. Загинула 1 особа, 16 було поранено. Екіпаж зміг успішно посадити лайнер у Гонолулу.

## Літак
Потерпілим літаком був Boeing 747—121 з реєстраційним номером N754PA та серійним 19658/47. Здійснив свій перший політ 15 травня 1970 і був доставлений Pan American 26 травня 1970.

## Пригода
Літак знаходився приблизно за 225 кілометрів на північний захід від Гаваїв, перебуваючи на висоті 11 000 метрів з 270 пасажирами та 15 членами екіпажу, коли на його борту вибухнула бомба, що знаходилася під пасажирським сидінням. Внаслідок вибуху загинув 16-річний японець Тору Озаву, а також постраждали ще 16 осіб (включаючи батьків загиблого), було пошкоджено підлогу та стелю лайнера. Літак здійснив вимушену посадку в Гонолулу без подальших людських жертв.

## Наступні події

### Терористи
Бомба була закладена Мухаммедом Рашедом, йорданцем, пов'язаним з «Організація 15 травня». У 1988 році він був заарештований у Греції і був засуджений до 15 років ув'язнення за скоєння вбивства. Був умовно звільнений у 1996 році. Пізніше він був екстрадований до США з Єгипту 1998 року. У 2006 році його було засуджено ще до семи років ув'язнення. Відповідно до його угоди з прокурорами США про надання інформації про інші терористичні змови його було звільнено з в'язниці у березні 2013 року, але станом на березень 2014 року все ще залишався у федеральному імміграційному слідчому ізоляторі в північній частині штату Нью-Йорк в очікуванні депорту. У листопаді 2016 року Рашед поїхав до Мавританія.
Хусейна Мухаммада аль-Умарі також звинуватили в причетності до вибуху і у 2009 році було внесено до список найбільш розшукуваних терористів ФБР. 24 листопада 2009 року Державний департамент оголосив, що пропонує винагороду в розмірі до 5 мільйонів доларів за впіймання терориста замість раніше запропонованих 200 тисяч.

### Доля потерпілого літака
В результаті теракту Boeing 747 отримав незначні пошкодження і був відновлений. Лайнер продовжував працювати в Pan American до 20 січня 1988 року, коли був переданий авіакомпанії Cargolux, конвертований як вантажний літак і який отримав новий реєстраційний номер — LX-FCV. 1 березня 1988 був переданий Lionair, а через рік після цього, 1 березня 1989, надійшов у флот Air France. 15 червня 1990 року було передано Corseair International. 31 січня 1991 отримав реєстраційний номер F-GIMJ і 1 червня 1991 надійшов Corsair.
Літак був виведений з експлуатації в 1998 і порізаний на металобрухт у березні 2005.